# Adachi
Pour les articles homonymes, voir Adachi (homonymie).
Adachi (足立区, Adachi-ku) est un des vingt-trois arrondissements spéciaux, formant l'ancienne ville de Tokyo, au Japon. L'arrondissement a été fondé en 1932.

## Géographie

### Situation
Adachi est un arrondissement du nord-est de Tokyo, capitale du Japon.

### Démographie
Au 1er mai 2015, la population de l'arrondissement est de 692 707 habitants répartis sur une superficie de 53,20 km2.

### Quartiers
- Kitasenju
- Takenotsuka

## Histoire
Sous le système du Ritsuryō, cet arrondissement constituait l'extrême partie sud de la province de Musashi. En 826, pendant la période Heian, le temple Nishiarai daishi était fondé. Pendant la période Muromachi et la période Sengoku, cette région était tenue par le clan Chiba. Le grand pont de Senju a été construit en 1594. Pendant la période Edo, une partie de l'arrondissement était administrée par le shogunat tandis qu'une autre était sous le contrôle du temple Kan'ei-ji, situé à Ueno. Adachi obtint son statut d'arrondissement le 15 mars 1947.

## Transports

### Transport ferroviaire
- JR East :
  - ligne Jōban : gares de Kita-Senju et Ayase

- Tōbu :
  - ligne Skytree : gares de Horikiri, Ushida, Kita-Senju, Kosuge, Gotanno, Umejima, Nishiarai et Takenotsuka
  - ligne Daishi : gares de Nishiarai et Daishimae

- Keisei :
  - ligne principale Keisei : gares de Senju-Ōhashi et Keisei Sekiya

- Tokyo Metro :
  - ligne Hibiya : station de Kita-Senju
  - ligne Chiyoda : stations de Kita-Senju, Ayase et Kita-Ayase

- Tsukuba Express : gares de Kita-Senju, Aoi et Rokuchō.

## Personnalités nées à Adachi
- Kouta Hirano, mangaka
- Mayumi Ogawa, actrice
- Daijiro Morohoshi, mangaka
- Kaela Kimura, chanteuse et modèle
- Takeshi Kitano, réalisateur
- Yoshiko Tanaka, actrice
- Daisuke Tochiazuma, ozeki au sumo
- Back-On, groupe de rock
- Tetsuya Naitō, catcheur de la New Japan Pro Wrestling
- Nujabes, Dj japonais, producteur de hip-hop et de trip hop